# Serrastretta
Serrastretta ist eine italienische Gemeinde mit 2901 Einwohnern (Stand 31. Dezember 2023) in der Provinz Catanzaro, Region Kalabrien.
Das Gebiet der Gemeinde liegt auf einer Höhe von 840 m über dem Meeresspiegel und umfasst eine Fläche von 41 km². Die Nachbargemeinden sind Amato, Decollatura, Feroleto Antico, Lamezia Terme, Miglierina, Pianopoli, Platania und San Pietro Apostolo. Serrastretta liegt 38 km nordwestlich von Catanzaro und 21 km nordöstlich von Lamezia Terme. Der Ort hat einen Bahnhof mit den Namen Serrastretta-Carlopoli an der Bahnstrecke Cosenza–Catanzaro.
Das Dorf wurde im 13. Jahrhundert gegründet.